# Голянка (Корсаковский район)
Голя́нка — деревня в Корсаковском районе Орловской области. Входит в состав Спешнёвского сельского поселения.

## География
Расположена рядом с сельским административным центром селом Спешнёво, около автодороги Корсаково — Мценск. Деревню окружают многочисленные водоёмы, в полукилометре находится исток реки Наречье.

## История
Деревня образовалась на новом (голом) месте (отсюда возможно и происхождение названия) при отселении крестьян в основном из села Спешнёва (Богословское) скорее всего в послереволюционное время. На старых картах не обозначена и в приходах Тульской епархии, включая 1915 год, не числилась.

## Население
| 2010 |
| ---- |
| 65   |